# فرانک میچل
فرانک میچل (انگلیسی: Frank Mitchell؛ زادهٔ ۲۵ مهٔ ۱۸۹۰) بازیکن فوتبال اسکاتلندی است، وی در پست دروازه‌بان بازی می‌کرده است.
از باشگاه‌هایی که در آن بازی کرده‌است می‌توان به باشگاه فوتبال ترانمره راورز، باشگاه فوتبال اورتون، و باشگاه فوتبال لیورپول اشاره کرد.